# El grillo
El Grillo es una zona arqueológica del municipio de Zapopan, en el Área metropolitana de Guadalajara., en el estado de Jalisco, México. Data del Período preclásico mesoamericano.

## Historia
La presencia humana más antigua en esta zona arqueológica se dio en la Fase Tabachines, comprendiéndose aproximadamente del 400 a. C. al 400 o 500 d. C. Esta fase cerámica está relacionada y forma parte de la Tradición de Teuchitlán. Seguida de ésta, gobernando del 500 al 900 d. C., surge la Fase el Grillo, dentro del epiclásico o clásico tardío mesoamericano. La zona fue abandonada a finales del epiclásico o principios del posclásico.

## Descubrimiento
El Grillo, también llamado "El cerrito" por los lugareños, fue descubierto en el año de 1965 durante la construcción del anillo periférico. Su descrubrimiento fue catastrófico en la zona histórica porque al rebanar el cerro de mayor altura (7 m) descubrieron que se trataba de un basamento piramidal hecho de adobe y con arquitectura Talud-tablero en un terreno de 12 hectáreas. Las autoridades del entonces Instituto Jalisciense de Arqueología e Historia (IJAH) sólo inspeccionaron la superficie.
A mediados de los años 70, los arqueólogos Javier Galaván y Otto Schöndube lideraron una investigación científica en El Grillo, con la autorización del Centro INAH Jalisco. Hallaron 19 tumbas de tiro del preclásico tardío, también llamado formativo tardío (400 a. C. - 150 
a. C.) en la zona denominada Tabachines. Las construcciones piramidales son del epiclásico, hechas entre el 650 al 900 d. C., en la zona al sur denominada El Grillo.

## Descripción
Son 5 edificaciones. El edificio más grande tuvo al menos 4 etapas de construcción; las primeras 2 de adobe y la tercera y cuarta de piedra no trabajada, todas con la arquitectura de talud-tablero. Los vecinos afirman que este basamento tiene relación con los movimientos solares. Otra construcción tiene forma de "L", siendo probablemente la residencia de la élite. Otro conjunto de plazuela y área hundida pudo ser usada para el juego de pelota. Finalmente, hay un edificio aislado en estado óptimo
El conjunto que pudo servir para el juego de pelota tiene forma de "U" sutilemente, siendo una evidente transición al epiclásico.
Se han hallado tumbas en cajas de piedra y cerámica rica, como molcajetes, placas rectangulares, bateas, ollas y copas. Las ollas suelen tener una cara adornando el costado. Los nuevos adornos de la Fase El Grillo son bellos trazos de rojo y al negativo. Se diseñaron cruces, medias lunas, formas de "S", grecas escalonadas, ondas, espirales, líneas onduladas, bandas rojas en los bordes y rara vez figuras zoomorfas.
Las tumbas de El Grillo son "cajas" en el suelo y hechas de piedra. Tienen ofrendas y muchos materiales de cerámica variada. Se destaca que los cuerpos están flexionados.

## Influencias
Desde su descubrimiento célebres autores, como Schöndube, argüían que el origen de El Grillo era resultado de la "mesoamericanización" del Valle de Atemajac y el centro de Jalisco, como una clara influencia teotihuacana y tolteca. Estas afirmaciones, incluso lamentables, han sido contestadas por  Christopher Beekman, señalando que la Fase el Grillo es la consecuencia de estar en el epiclásico y que si Teotihucán tuvo influencia, fue que su caída facilitó el desarrollo de sistemas políticos locales y la expansión de las culturas de El Bajío; y no una influencia arquitectónica y cerámica diirecta como se había señalado.
Beekman demuestra que Teotihuacán había decaído tiempo atrás de construcciones talud-tablero en la actual Área Metropolitana de Guadalajara (El Ixtépete, El Grillo, Coyula...) y que se puede pensar más en una influencia de El Bajío, especialmente de Guanajuato. No deja de destacar la similitud entre la arquitectura de El Grillo y las obras prehispánicas de ese estado, denominándola "complejo pirámide-patio hundido-altar", rastreando las construcciones más antiguas en el noroeste de Guanajuato en el período clásico temprano al clásico medio de la Fase Morales; algunas obras también se encuentran en el estado de Querétaro. Estos sitios tenían los mismos usos que los de Jalisco y tuvieron su punto de  mayor ocupación en el epiclásico, junto con un cambio a terrenos altos, después esta arquitectura desaparece En estos sitios se halla cerámica de origen chupícuara. 
La cerámica de El Grillo es semejante a la de la cultura chupícuara; sin embargo, no se ha distinguido una secuencia cerámica que llegue hasta el epiclásico a esta región, como sí se ha hecho en Acámbaro en Guanajuato, el Valle de Querétaro o en Electra, San Luis Potosí. En los últimos sitios mencionados, se puede distinguir la cerámica antigua, de origen chupícuara y con esporádicas conexiones a Teotihuacán, de la cerámica tardía relacionada con la expansión de la población con cuencos rojos, decorados al negativo, atmósfera reductora y símbolos con notable parentesco a la cerámica de la Fase El Grillo. Esta cerámica tardía de estas regiones con sus respectivas fases, data del año 600 d. C.; con excepción de Querétaro que pudo tener esta fase antes. En San Luis Potosí surgen los conjuntos pirámide-patio hundido-altar y a lo largo de El Bajío hay un cambio en el patró funeral: comienzan a flexionar a los muertos.
Ya bien entrado el clásico tardío, vemos que las costumbres de El Bajío continúan expandiéndose: En Michoacán de Ocampo, en el sitio de Zacapu durante la Fase Jarácuaro (500-600 d. C) comienzan los entierros en cajas de piedra y los cuerpos flexionados. En la Fase Lupe del año 600 d. C. hay criptas más grandes y con vasijas decoradas de forma muy similar a las de El Grillo; estas cerámicas y sistemas funerarios se contrastan con la Fase Loma Alta. La arquitectura en forma ceremonial tipo "U" da luces en el año 700 d. C. y el complejo pirámide-patio hundido-altar es hecho el sitio de Tinganio; es importante mencionar que puede que en Loma Alta 3 haya un patio hundido, presentanto otra continuidad arquitectónica.
En la cuenca de Chapala, durante la Fase Pitallo, la más antigua, muestra una evidente cultura de tumbas de tiro, pero en las siguientes fases, Chapala y Puerta Nueva, de los extremos sur y norte, hay vasijas con atmósfera reductora, rojo sobre bayo, molcajetes, ollas y copas; aunque hay ligeras diferencias regionales de norte y sur. En estas fases y en la subsecuente, Cojumatlán, aparecen cuerpos flexionados, una obra en forma de "U" y plataformas semejantes a El Ixtépete.
En la cuenca de Sayula, dentro del estado de Jalisco, hubo un cambio de la tradición de tumbas de tiro de la Fase Verdía a los entierros flexionados en cajas de la Fase Sayula y un notable cambio cerámico, con molcajetes, copas y vasijas que tenían los diseños pueden verser en El Grillo. También construyeron patios hundidos con altares.
En los sitios de Colima y Armería, abandonan las tumbas de tiro y las reemplazan por pequeñas cámaras, además de que aparecen plataformas rectangulares en torno a la plazas. Los molcajetes son trípodes y acanalados o anulares; los cuencos grabados son semejantes a los del sur de Jalisco. Las pruebas de radiocarbono señalan que estos materiales datan del 550 al 600 d. C.
En los complejos de la costa, como Guayacán, Los Cocos, Amapa o Llanitos, tienen contacto con la cultura de tierra adentro, pero no hay un rompimiento brusco hasta la llegada de la cultura de Aztatlán, cuando aparece la arquitectura rectangular de gran tamaño y nuevos diseños decorativos parte del patrón del epiclásico, aunque más complejos. Este es el límete de la transformación epiclásica en occidente.    
En la septentrional región de Huejuquilla el Alto, se han hallado patios hundidos con altar y balauestrada (o columnata) y cerámica similar a la de la Fase el Grillo datada en el siglo VII d. C. Se distingue, a su vez, un cambio en el rito funerario: en la Fase Cabrero se usaba la tumba de tiro y son reemplazas por tumbas de cámaro en los cerros, semejantes a las tumbas de caja del Valle de Atemajac. Aunado a esto, la arquitectura presenta un cambio radical, abandonando la arquitectura circular (influencia de la Tradición de Teuchitlán) por una rectangular, obras con forma de "U" en San Martín de Bolaños y un patio hundido con altar en la zona de Totoate Se cree que los decorados al negativo pudieron ser más tempranos aquí, juntos con el pantio hundido de Totoate, entre los siglos V y VI d. C.
En La Quemada, Zacatecas, se ha determinado que su habitación principal fue entre los años 600 a 900 d. C, mostrando un conjunto cerámico similar a El Grillo con grabado rojo, bateas, etcétera. Edificaciones con columnas, patios hundidos con altar y en presencia o ausencia de pirámides, están presentes en el Valle de Malpaso. Los entierros son flexionados o semiflexionados.    
La zona de Chalchihuites, en la Fase Alta Vista, tiene cierta relación con El Grillo, con el grabado de rojo, al negativo; aunque algunas decoraciones son más simples. Una pirámide de Alta Vista, muy parecida a la presene en el centro de Guanajuato, fue cambiada por una columnata. Esta fase ha sido datada desde los años 300-500 a los 750-800 d. C; ciertamente la antigüedad debe estar en un punto medio.
La cultura Coyotlatelco del Valle de México ha sido relacionada, por medio de la cerámica, con las culturas de El Bajío (Fase Prado y Corral de Tula), pese a su cercanía con Tula, Teotihuacán y Toluca. Se han detallado lozas rojas sobre bayo, cocidos en atmósfera reductora, cuencos de base anular o trípodes. Tenían construcciones con columnatas en el patio hundido de Pueblo Perdido; además hicieron entierros flexionados en la Fase Corral y posteriores de Tula. Los primeros análisis de radiocarbono daban inicio a esta fase en el 750 d. C., pero unos más recientes lo recorren entre el 550-600 d. C.
Otra costumbre en común que parte en el epiclásico es la explotación minera. En Chalchihuite aún no se sabe para qué era la enorme red de túneles; pero se determuinó que la mayoría de la actividad minera se desarrolló entre el 600 al 900 d. C. En Michoacán explotaron la mina de obsidiana de Ucareo y sus productos se han encontrado hasta Yucatán; minas de cinabrio en Querétaro y de cinabrio y mercurio  de San José Ixtapa, Estado de México. Más regionalmente, la extracción de sal de la laguna de Sayula. Se puede sumar la presencia de tzompantlis en el norte de Mesoamérica, desmembramiento post mortem, quema y exhibición de restos humanos, y posiblemente canibalismo ritual

## Situación
Por desgracia El Grillo se encuentra en abandona institucional. Pese a conocerse su existencia desde hace 5 décadas, los gobiernos estatales y federales no le dan la protección que merece. Hay una disputa de propiedad: el terreno es reclamado por una ladrillera, también por la inmobiliaria San Julián. El lugar es usado para depositar chatarra mediante tráileres de carga que podrían provocar derrumbes en tumbas de tiro aún ocultas. Se deforestó el lugar si permiso del ayuntamiento y se colocan mantas con la leyenda "Se vende". Realemente, desde todo el complejo ha sido dañado: el fraccionamiento Constitución dañó lo que se cree era una plaza para el juego de pelota; el periférico destruyó la parte norte de la mayor estructura y el fraccionamiento Tabachines arrasó con el sitio más antiguo, el de las tumbas de tiro (un total de 14 tumbas).